# عين القصاب (سوق القديم)
عين القصاب هي إحدى مشيخات المملكة المغربية، تتبع جغرافيا لإقليم تطوان وإداريًا لسوق القديم. يقدر عدد سكانها بـ 2437 نسمة حسب الإحصاء الرسمي للسكان والسكنى لسنة 2004.